# Bharrat Jagdeo
Bharrat Jagdeo (ur. 23 stycznia 1964 w Unity Village w prowincji Demerara) – gujański polityk, minister finansów w latach 1995–1999, premier od 9 do 11 sierpnia 1999. Prezydent Gujany od 11 sierpnia 1999 do 3 grudnia 2011.

## Życiorys
Bharrat Jagdeo urodził się w 1964 w miejscowości Unity Village na wschodnim wybrzeżu ówczesnej Gujany Brytyjskiej. Jego ojciec był pracownikiem kolei. W wieku 13 lat dołączył do Postępowej Organizacji Młodzieży, młodzieżówki Ludowej Partii Postępowej (PPP, People's Progressive Party). W wieku 16 lat został już członkiem PPP.
W 1984 uzyskał stypendium naukowe i wyjechał na studia do ZSRR. Po ukończeniu studiów ekonomicznych na Uniwersytecie Przyjaźni Ludowej im. Patrice'a Lumumby w Moskwie w 1990, wrócił do Gujany i rozpoczął pracę jako ekonomista w Państwowym Sekretariacie Planowania. Pracował tam do czasu wyborczego zwycięstwa Ludowej Partii Postępowej w październiku 1992, kiedy objął funkcję doradcy w ministerstwie finansów. W październiku 1993 został mianowany wiceministrem finansów, a w maju 1995 objął funkcję ministra finansów.

## Prezydent Gujany
8 sierpnia 1999 prezydent Janet Jagan ogłosiła swoją rezygnację z urzędu ze względów zdrowotnych i zasugerowała Jagdeo jako swego następcę. Jednakże ponieważ zgodnie z przepisami konstytucji sukcesorem prezydenta jest premier, 9 sierpnia 1999 Bharrat Jagdeo zastąpił Samuela Hindsa na stanowisku premiera. 11 sierpnia 1999 po rezygnacji prezydent Jagan, już jako premier objął z mocy prawa urząd prezydenta Gujany. Tego samego dnia mianował Samuela Hindsa ponownie na stanowisko szefa rządu.
Pod adresem administracji Jagdeo, podobnie jak w przypadkach poprzednich ekip rządzących, wysuwane były zarzuty korupcji, nepotyzmu, niekompetencji i rządów bezprawia. W marcu 2001 Bharrat Jagdeo został wybrany na kolejną kadencję, co spowodowało zaostrzenie napięć rasowych w kraju. Reelekcja Jagdeo, przedstawiciela etnicznej większości pochodzenia indyjskiego, spowodowała niezadowolenie wśród ludności pochodzenia afrykańskiego.
Jagdeo został wybrany na drugą pełną pięcioletnią kadencję, w wyborach 28 sierpnia 2006, w których Postępowa Partia Ludowa uzyskała 54,6% głosów i 36 miejsc w 65-osobowym parlamencie. Ponowne zaprzysiężenie prezydenta odbyło się 2 września 2006.
W wyborach w 2011, zgodnie z konstytucją, nie mógł ubiegać się o trzecią kadencję. 3 grudnia 2011 nowym prezydentem kraju został Donald Ramotar.